# Мінегумо (1938)
Мінегумо (Minegumo, яп. 峯雲) — ескадрений міноносець Імперського флоту Японії, який брав участь у Другій вітовій війні.
Корабель, який став восьмим серед есмінців типу «Асасіо», спорудили 1938 року на верфі Fujinagata в Осаці.
На момент вступу Японії до Другої світової війни «Мінегумо» належав до 9-ї дивізії ескадрених міноносців, яка 29 листопада 1941-го прибула з Японії до Мако (важлива база ВМФ на Пескадорських островах у південній частині Тайванської протоки). 7 грудня «Мінегумо» вийшов у море, а 10 грудня разом зі ще 6 есмінцями та легким крейсером прикривав висадку десанту у Вігані на північно-західному узбережжі острова Лусон (перед доставкою головних сил до затоки Лінгайєн японці висадили на Філіппінах низку допоміжних десантів). Американська авіація атакувала загін та змогла потопити й пошкодити кілька суден та кораблів, проте «Мінегумо» не постраждав.
З 22 грудня 1941-го «Мінегумо» приєднався до сил вторгнення до Лінгайєн, які здійснили висадку в ніч проти 24 грудня. Разом зі ще 6 есмінцями та легким крейсером він прикривав 2-й транспортний загін, що включав 28 транспортів та рухався з Мако.
На початку січня 1942-го «Мінегумо» та два інші есмінці 9-ї дивізії залучили до прикриття десанту в Нідерландській Ост-Індії на острів Таракан — центр нафтовидобувної промисловості біля північно-східного завершення острова Борнео (всього в цій операції діяли 11 есмінців та 1 легкий крейсер). 6 січня транспорти з військами вийшли з порту Давао на південному узбережжі філіппінського острова Мінданао (був захоплений японцями ще 20 грудня), а в ніч проти 11 січня розпочалась висадка на Таракані. 
21 січня 1942-го «Мінегумо» разом зі ще 8 есмінцями та легким крейсером розпочали прикриття конвою з десантом, який вийшов з Таракану для заволодіння Балікпапаном (ще один центр нафтовидобувної промисловості на східному узбережжі острова Борнео). Цього разу прикриття не впоралось із завданням і під час висадки в ніч проти 24 січня транспорти були атаковані американськими есмінцями, яким вдалось потопити три судна. Втім, захоплення Балкіпапану пройшло успішно.
У першій декаді лютого 1942-го «Мінегумо» та ще чотири есмінці з Балікпапану взяли певну участь у прикритті висадки в Макассарі, розташованому за п'ять сотень кілометрів на південний схід від Балікпапану на південно-західному півострові острова Целебес. Втім, можливо відзначити, що основний загін прикриття прямував разом із транспортними суднами із протилежного напрямку, зі Старінг-Бей на південно-східному півострові Целебесу.
25 лютого 1942-го «Мінегумо» та ще 2 есмінці 9-ї дивізії залучили до заволодіння островом Бавеан у центральній частині Яванського моря за півтори сотні кілометрів на північ від Сурабаї (головна база союзників на сході острова Ява). Можливо відзначити, що того ж дня японці нарешті успішно висадились на острові Балі за дві з половиною сотні кілометрів на південний схід від Сурабаї (за кілька діб до того таку спробу зірвав загін союзних кораблів). Наближалась вирішальна атака на Яву, до якої вже рухався великий конвой транспортних суден з десантом. 27—28 лютого «Мінегумо» взяв участь у битвах у Яванському морі, перемога японців у яких дозволила висадити десант на сході Яви у Крагані. У цих подіях «Мінегумо» провів бій з британським есмінцем HMS Encounter та разом з іншим кораблем 9-ї дивізії «Асагумо» потопив британський есмінець HMS Electra (існують дані, що в зіткненні з HMS Electra також брали участь легкий крейсер «Дзінцу» та есмінець «Токіцукадзе», які зазнали пошкоджень від вогню британського корабля).
1 березня 1942-го «Мінегумо» разом з «Нацугумо» атакував якусь ціль глибинними бомбами. Можливо, це був американський підводний човен «Перч», який того дня зазнав пошкоджень, а за дві доби був добитий есмінцями «Усіо» та «Садзанамі». Втім, існує припущення що перші пошкодження «Перч» завдав есмінець «Амацукадзе».
З 31 березня 1942-го «Мінегумо» разом зі ще 7 есмінцями та 3 легкими крейсерами взяв участь у операції заволодіння островом Різдва (три з половиною сотні кілометрів на південь від західної частини Яви). При цьому 1 квітня ворожий підводний човен торпедував легкий крейсер «Нака», який повів на буксирі інший легкий крейсер «Наторі». «Мінегумо» й «Нацугумо» забезпечували охорону зазначених крейсерів у їхньому переході до Сінгапура, якого загін досягнув 10 квітня.
12—20 квітня 1942-го «Мінегумо» пройшов від Сінгапуру до Йокосуки для короткочасного докового ремонту, після чого 2 травня виходив для порятунку членів екіпажу гідроавіаносця «Мідзухо», потопленого підводним човном біля південного узбережжя острова Хонсю.
Через кілька тижнів «Мінегумо» залучили до Мідвейської операції, під час якої він разом з 6 іншими есмінцями та легким крейсером входив до ескорту загону великих надводних кораблів адмірала Кондо, який складався зі 2 лінкорів та 4 важких крейсерів. Відомо, що після розгрому авіаносного з'єднання лінкори Кондо відправили в район Алеутських островів (у цьому архіпелазі японці зайняли кілька островів за єдиним задумом з атакою на Мідвей), звідки вони прибули до Японії 24 червня, тоді як важкі крейсери повернулись до Японських островів двома загонами 14 та 23 червня.
З 27 червня по 13 липня 1942-го «Мінегумо» ескортував сили флоту, які патрулювали на південний захід від Алеутських островів. У цей період сюди вийшов новий загін із 4 авіаносців, 3 важких та 3 легких крейсерів, для охорони яких залучили 15 есмінців.
7 серпня 1942-го союзники висадились на сході Соломонових островів, що започаткувало шестимісячну битву за Гуадалканал та змусило японське командування перекидати сюди підкріплення. 11 серпня «Мінегумо» та ще 9 есмінців вирушили для ескорту великого загону надводних кораблів (включав 1 лінкор, 5 важких та 1 легкий крейсер, 1 гідроавіаносець), що вийшов із Йокосуки та 17 серпня прибув на атол Трук у центральній частині Каролінських островів (тут ще до війни створили потужну базу японського ВМФ, з якої до лютого 1944-го провадились операції у цілому ряді архіпелагів). 20 серпня з Труку в межах операції з проведення конвою з великими підкріпленнями для Гуадалканалу вийшли кілька з'єднань з ескортом із численних есмінців (зокрема, два есмінці 9-ї дивізії включили до охорони важких крейсерів адмірала Кондо). «Мінегумо» також мав рушити в похід, проте зачепив риф і залишився на Труці для ремонту. Як наслідок, він вирушив звідси 22 серпня разом зі ще одним есмінцем, супроводжуючи два танкери, що мали провадити дозаправку бойових кораблів у морі. 24 серпня відбулась битва авіаносних з'єднань біля східних Соломонових островів, після чого 25—28 серпня «Мінегумо» здійснював буксирування на Трук пошкодженого гідроавіаносця «Тітосе».
З 2 по 7 вересня 1942-го «Мінегумо» здійснював проведення конвою з Труку до якірної стоянки Шортленд (прикрита групою невеликих островів Шортленд акваторія біля південного завершення острова Бугенвіль, де зазвичай відстоювались бойові кораблі та перевалювались вантажі для подальшої відправки далі на схід Соломонових островів) та назад. Далі «Мінегумо» охороняв сили флоту, які вирушили для патрулювання в районі на північ від Соломонових островів та повернулись на Трук 23 вересня.
26—28 вересня «Мінегумо» та інші есмінці 9-ї дивізії пройшли з Труку до Шортленда, де їх залучили до транспортних місій (доставка підкріплень та вантажів на швидкохідних есмінцях до району активних бойових дій стала типовою для японського флоту в кампанії на Соломонових островах). Уперше «Мінегумо» виходив до Гуадалканалу 2 жовтня, а 5 жовтня попрямував туди удруге. Під час виконання цього завдання він зазнав певних пошкоджень від близьких вибухів авіабомб, почалось надходження в корпус води, швидкість впала до 14 вузлів. Як наслідок, «Мінегумо» повернувся на Шортленд у супроводі іншого есмінця своєї дивізії «Нацугумо». 6—10 жовтня «Мінегумо» пройшов на Трук для аварійного ремонту, а 16—23 листопада перейшов до Йокосуки для повноцінного відновлення, що тривало 2,5 місяця.
12—22 лютого 1943-го «Мінегумо» ескортував з Йокосуки на Трук судно «Муко-Мару», а 28 лютого — 2 березня перейшов до Рабаула. На той час японці вже кілька тижнів як евакуювали свої сили з Гуадалканалу, проте й далі підсилювали гарнізон островів Нью-Джорджія (центральна частина Соломонових островів). 4 березня «Мінегумо» разом зі ще одним есмінцем вийшов у транспортний рейс з Рабаула через Шортленд до Коломбангари (один з островів архіпелагу Нью-Джорджія). 5 березня в затоці Кула (між Коломбангарою та власне Нью-Джорджією) їх перехопив і потопив загін американських крейсерів та есмінців. Із екіпажу «Мінегумо» загинуло 46 осіб, двох узято в полон.